# Radłówek
Radłówek – wieś w Polsce, położona w województwie kujawsko-pomorskim, w powiecie inowrocławskim, w gminie Inowrocław.
W latach 1975–1998 wieś administracyjnie należała do województwa bydgoskiego.
Według Narodowego Spisu Powszechnego (III 2011 r.) wieś liczyła 150 mieszkańców. Jest 28. co do wielkości miejscowością gminy Inowrocław.

## Urodzeni w Radłówku
- Adolf Legis – polski przedsiębiorca, bankowiec i konsul honorowy Królestwa Szwecji, odznaczony Pro Ecclesia et Pontifice (1927) i Krzyżem Oficerskim Orderu Odrodzenia Polski (1937)[6].